# Rhagoletis cerasi
Rhagoletis cerasi este o specie de muscă de fructe cunoscută tradițional și ca musca cireșelor. Este un mare dăunător al culturilor de cireșe din Europa.

## Galerie

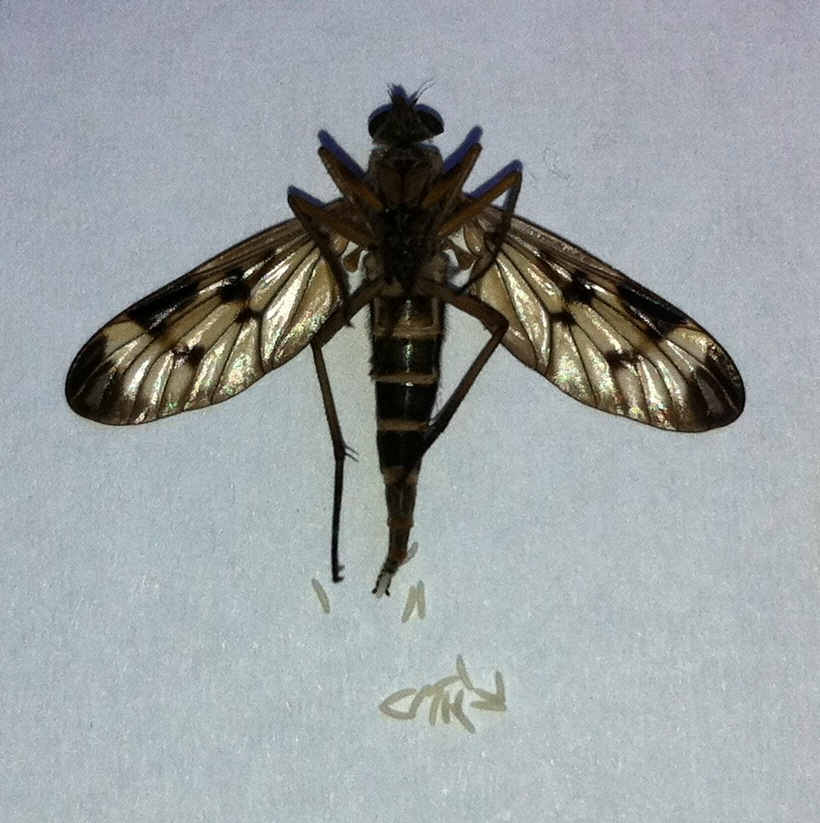
Larvele se regăsesc adesea în cireşe